# آرتور: سگی که از جنگل گذشت تا خانه‌ای پیدا کند
آرتور: سگی که از جنگل گذشت تا خانه‌ای پیدا کند  (Arthur - The Dog Who Crossed the Jungle to Find a Home) خاطراتی است که توسط مایکل لیندنورد و وال هادسون در سال ۲۰۱۶ نوشته شده است. کتاب در مورد داستان واقعی یک مرد و سگی است که در طول یک مسابقه ماجراجویی در کشور اکوادور یکدیگر را پیدا کردند. این کتاب به چندین زبان ترجمه شده و اقتباس سینمایی آن با نام آرتور شاه توسط کمپانی لاینزگیت ساخته شده است.

## مراجع
1. ↑  "Stray dog taken to Sweden after epic trek around Ecuador". BBC News (به انگلیسی). 2014-11-24. Retrieved 2023-11-08.
2. ↑  Citizen, Ottawa (2014-12-26). "The UpBeat: A jungle trek, a new friend and a foundation for stray dogs". Ottawa Citizen.
3. ↑  Chappell, Bill (2014-11-25). "Dog Follows Athletes Through Mud And Water, And Melts Hearts".